# Humberto Cruz
Humberto Carlos Nelson Cruz Silva (Santiago del Cile, 8 novembre 1939) è un allenatore di calcio ed ex calciatore cileno, di ruolo difensore.

## Palmarès

### Giocatore

#### Competizioni nazionali
- Campionato cileno: 2

Colo-Colo: 1963, 1970